# Jai Singh Prabhakar Bahadur
Jai Singh Prabhakar Bahadur (Alwar, 14 giugno 1882 – Alwar, 19 maggio 1937) fu maharaja di Alwar dal 1892 al 1937.

## Biografia
Unico figlio del suo predecessore, sir Mangal Singh Prabhakar Bahadur, sir Jai Singh venne educato in giovane età al Mao College di Ajmer dove si distinse subito per le sue doti di oratore e studioso della lingua inglese. Visse ad ogni modo una vita brillante ed elegante all'insegna di spese folli per la caccia (sua grande passione) e nella costruzione di palazzi favolosi come il palazzo di Sariska (oggi una riserva per tigri e hotel).
Vicino al suo popolo, aiutò la locale comunità di contadini a costruire diverse dighe per una corretta irrigazione annuale dei campi.
Fedele agli inglesi, inviò proprie truppe in Cina durante le rivolte anti-cristiane. I suoi lanceri di Alwar prestarono servizio nella prima guerra mondiale, sempre accanto agli inglesi, motivo per cui nel 1919 venne nominato cavaliere gran commendatore dell'Ordine dell'Impero indiano.
Alla sua morte venne succeduto dal suo lontano cugino, Tej Singh Prabhakar Bahadur.

## Onorificenze

### Posizioni militari onorarie
| Forza militare | Unità        | Posizione  | Anno |
| -------------- | ------------ | ---------- | ---- |
| British Army   | British Army | Colonnello | 1921 |